# ザルツィア・ラントマン
ザルツィア・ラントマン（Salcia Landmann, 1911年11月18日 - 2002年5月16日）はポーランド生まれのユダヤ系の著述家。女性。
ガリツィアのゾルキエフに生まれる。大学で現象学を専攻。専門はイディッシュ語。1960年の著書『ユダヤ人のウィット』ではアシュケナジム系の小話（ユダヤジョーク）を扱っている。国際ペンクラブのリヒテンシュタイン支部を設立した。スイスのザンクトガレンで死去。